# 20th Century Boys
20th Century Boys (20世紀少年, Nijusseiki Shōnen) é um mangá de mistério da ficção científica criado por Naoki Urasawa. Ele ganhou o Prêmio de Mangá Kōdansha de 2001 na categoria Geral, um Prêmio Excellence em 2002 no Japan Media Arts Festival, e o Prêmio Shogakukan de Mangá de 2003, na categoria Geral.
Urasawa escreveu 20th Century Boys, juntamente com outro título popular, Monster, por dois anos (Monster terminou em 2001). Foi licenciado pela VIZ Media em 2005, no entanto, a pedido de Urasawa, ela foi remarcada para a liberação após Monster terminar sua publicação inglesa devido a uma mudança no estilo de arte ao longo do tempo.
A adaptação do filme live-action, dirigido por Yukihiko Tsutsumi, foi lançado no Japão em 30 de agosto de 2008, como a primeira parte de uma trilogia de filmes. O segundo filme foi lançado em 30 de janeiro de 2009, com a parte final a ser lançado em Agosto de 2009.

## 21st Century Boys
Os dois últimos volumes da história foram publicados sob o nome de 21st Century Boys (21 世纪 少年, Nijūisseiki Shōnen). A série faz muitas referências ao rock, bem como outros animes da década de 60 e 70. Seu título é baseado na famosa canção "20th Century Boy", da banda inglesa T. Rex.

## Enredo
Em 1969, os rapazes Kenji, Otcho, Yoshitsune e Maruo construiram, em um campo vazio, um esconderijo que eles chamam de base secreta, na qual eles e seus amigos podem se reunir para compartilhar mangás, revistas pornográficas e ouvir rádio. Para comemorar o evento, Otcho desenha um símbolo para a base que representa sua amizade. Depois de Donkey e Yukiji participarem de uma quadrilha, eles imaginam um cenário futuro onde os vilões tentam destruir o mundo, e em que os rapazes se levantam e lutam. Esse cenário é transcrito e rotuladas no Livro da Profecia (よげんの書, Yogen no sho).
A série se abre no final de 1990, onde Kenji é proprietário de uma loja de conveniência, encontrando consolo em suas aventuras na infância, como ele cuida de sua sobrinha Kanna e sua mãe. Depois que é relatado que Donkey cometeu suicídio, Kenji tropeça em um grande culto liderado por um homem conhecido apenas como "Amigo". O culto tem um plano para destruir o mundo na véspera do Ano Novo de 2000, (referido na segunda metade da história, como o Ano Novo Sangrento), e os eventos que estão se desdobrando é parecido com o plano documentado no Livro da Profecia. Kenji começa a recrutar alguns de seus amigos mais velhos, incluindo Otcho e Yoshitsune, na tentativa de parar o "Amigo".
A série abrange várias décadas, de 1969 a 2017, mas que na cronologia da série, torna-se 3D.A (3 anos Depois do Amigo). A série faz dois cortes cronograma distintos durante a história, um 2000-2014, e um de 2014 a 3D.A. Várias partes da série são também contada em flashbacks de eventos anteriores, os personagens tentam desvendar o mistério de quem é o "Amigo" e como parar seus planos de destruição do mundo, a maioria dos backstories das crianças através dos anos 70 e 80 é dito desta forma.
Em geral, a trama segue os amigos que inicialmente tentam juntar o que está contido no Livro da Profecia, e, eventualmente, tentam prever o próximo ataque, que começa com ataques biológicos em São Francisco e Londres, seguido por uma série de explosões em um grande aeroporto japonês. O ataque às vésperas de 2000, envolve um "robô", que revelou ser um balão gigante com apêndices robótico. Fukubei, um dos membros do grupo, que é o "Amigo", ataca o controlador do robô e é atirada de um arranha-céu, mas usa sua ilusão flutuante para sobreviver e fingir a sua própria morte. Durante este, Kenji desaparece e é presumida morta quando uma bomba de tempo, usado como um último esforço para destruir o robô, explode. A partir deste evento, no qual o "Amigo" usa um monumento amigo para destruir o robô, o "Amigo" e o Partido Democrático da Amizade (友民党, Yuumintō), título do seu grupo político, lentamente começa a ser visto como um ícone religioso. Após o "Amigo" revelar um novo plano, uma continuação do Livro da Profecia, em que ele planeja matar todos os seres humanos na Terra, exceto para 3 milhões de seus amigos, Fukubei é assassinado por seu cientista-chefe. Após isso, o funeral do "Amigo" se torna um espetáculo mundial, realizado em um estádio, com os ritos fúnebres realizados pelo Papa. A meio do serviço, o "Amigo" parece ressuscitar dentre os mortos, e pula na frente de uma bala disparada para o Papa, salvando sua vida.
A parte final da história se passa em um Japão recentemente remodelado, sob a Era do "Amigo", que instituiu numerosas mudanças bizarras, incluindo a criação de uma Força de Defesa da Terra, supostamente para proteger a Terra de uma iminente invasão alienígena. Durante este período, Kanna, a filha de Fukubei, lidera uma insurgência contra o governo do Friend, contando com a ajuda de vários grupos, incluindo os sobreviventes de gangues rivais e as organizações mafiosas. Durante este, Kenji, que aparentemente também ressuscitou dentre os mortos e carregando seu violão marca, reaparece.
No final da história na série 21st Century Boys, que é simplesmente os dois últimos volumes do 20st Century Boys, é revelado quem é o "Amigo". Os detalhes do relacionamento de Fukubei e a mãe de Kanna desenvolvidos não são revelados.

## Personagens
Kenji Endō (遠藤 健児, Endō Kenji)
O protagonista central da primeira metade da história, que gira em torno de sua infância na década de 1970 até os dias atuais. Ele é geralmente descontraído, e parece estar muito interessado em rock'n roll. Ele, seus familiares e amigos desempenham um papel crucial como a trama se desenrola. Seu paradeiro é desconhecido após os acontecimentos da véspera do Ano Novo Sangrento e foi dado como morto, mas reaparece sob o pseudônimo de Joe Yabuki (矢吹 丈, Yabuki Jō), revelando que, depois de quase escapando da explosão do robô, ele sofreu amnésia e vagava por todo o Japão, apenas para recuperar sua memória após o final do ano de 2015.
Kanna Endō (遠藤 カンナ, Endō Kanna)
Sobrinha de Kenji, e do protagonista na sequência do Ano Novo Sangrento. Ela parece possuir habilidades sobrenaturais cuja origem é desconhecida, embora seja sugerido pelo amigo para ser o resultado de um remédio secreto dado à sua mãe antes do parto. Juntamente com o seu carisma, Kanna torna um líder capaz, liderando uma facção rebelde contra o "Amigo" sob a alcunha de Rainha do Gelo (氷の女王, Kōri no Joō).
Otcho (オッチョ)
Amigo de infância de Kenji e benfeitor, ele normalmente é referido como "Shogun". Em forma física privilegiada, ele escapou da morte certa muitas vezes. Originalmente suspeito de ser o "Amigo" (talvez devido ao fato de que ele era a pessoa que pensou no símbolo que o "Amigo" usa para reapresentar seu culto), foi revelado que ele passou a receber iluminação e formação de um monge, depois de experimentar a dor da perda de seu filho, e estava simplesmente vivendo no subterrâneo miserável da Ásia. Seu nome real é Choji Ochiai (落 合 长治, Ochiai Choji).
Amigo (ともだち, Tomodachi)
Um personagem enigmático, que utiliza as idéias de infância de Kenji e seus amigos para cometer atrocidades e poder ganhar o mundo. Sua verdadeira identidade é Fukubei, posteriormente ocupada por Katsumata.
Fukubei (フクベエ, Fukubei)
Pai biológico de Kanna, é um homem extremamente desequilibrado, que nutria uma inveja patológica de Kenji desde sua infância, bem como delírios de grandeza. Um megalomaníaco motivado por um desejo de viver fantasias infantis de ser reconhecido como um herói e se vingar do mundo para não reconhecer a excepcionalidade que percebeu em si mesmo, Fukubei é um líder extremamente carismático, que explora a necessidade das pessoas de acreditar em algo maior que eles próprios, a fim de falsificar uma série de poderes sobrenaturais (na realidade, apenas a fase truques de magia) e colocam como um profeta sobre-humano. Ele seduziu a mãe de Kanna, a fim de mobilizar a ajuda dela no desenvolvimento de uma vacina. Fukubei é morto a tiros por Yamane no meio da série.
Yoshitsune (ヨシ ツネ)
Amigo de infância de Kenji e quem criou a base secreta com ele. Ele foi um dos poucos que responderam ao chamado para lutar com ele na véspera do Ano Novo Sangrento. No ano de 2014, ele é o líder de uma das duas organizações clandestinas empenhados em derrubar o "Amigo", conhecido como Kenji Ichi-ha (ゲンジ 一派).
Deus (神 様, Kamisama)
Deus é o apelido de um mendigo velho (nome real: Kaminaga Kyūtarō (神 永 球 太郎)), que é dobrada sobre o regresso do boliche como um esporte importante no Japão. Deus tem o poder de previsão e pode ver o que vai acontecer antes que venha a acontecer. Deus foi quem avisou Kenji e contou-lhe o seu futuro. Mais tarde na série, Deus torna-se extremamente rico usando a sua perspicácia para jogar no mercado de ações. Com sua nova riqueza, ele se torna o primeiro civil japonês a viajar no espaço.
Yukiji (ユキジ)
Amiga de infância de Kenji. Durante os anos de escola, Yukiji era uma criança enfraquecida, enquanto adulta, Yukiji é retratada como uma profissional. Ela estava reunida com Kenji, enquanto trabalhava em um aeroporto em Tóquio como uma funcionária da alfândega (muitas vezes comicamente confundido com um agente de narcóticos), procurando drogas juntamente com um cachorro chamado Blue Three (um trocadilho em japonês sobre o nome Bruce Lee). Yukiji também auxilia Kenji durante o Ano Novo Sangrento. Yukiji torna-se guardiã de Kanna, após o desaparecimento de Kenji.

### Katsumata
Na infância, foi injustamente acusado pela velha da loja JijiBaba de roubar uma insígnia promocional de uma goma de mascar - que tinha, sim, vencido honestamente: Kenji havia roubado o prêmio. Humilhado diante das demais crianças, seu destino fora traçado nas palavras de Fukubei:"Você morreu hoje". Considerando Kenji o "Imperador do Mal" que causou sua ruína, Katsumata, após a morte de Fubukei, usurpa o nome do "Amigo" para enfrentar seu inimigo. Por usar sempre a mesma máscara utilizada por Sadakiyo, Katsumata acabou se perdendo nas memórias dos demais depois que atigiram a fase adulta.

## Prêmios e indicações
| Ano  | Prêmio       | Categoria               | Indicação         | Resultado | Ref   |
| ---- | ------------ | ----------------------- | ----------------- | --------- | ----- |
| 2010 | Eisner Award | Melhor Série Continuada | 20th Century Boys | Indicado  | [ 5 ] |
| 2011 | Eisner Award | Melhor Série Continuada | 20th Century Boys | Indicado  | [ 6 ] |
| 2012 | Eisner Award | Melhor Série Continuada | 20th Century Boys | Indicado  | [ 7 ] |